# Amphithales episcopopa
Amphithales episcopopa är en fjärilsart som beskrevs av Edward Meyrick 1926. Amphithales episcopopa ingår i släktet Amphithales och familjen glasvingar. Inga underarter finns listade i Catalogue of Life.